# Nuestra Señora de Kazán
La Virgen de Kazán o Nuestra Señora de Kazán (en ruso: Казанская Богоматерь) es un icono venerado en la Iglesia ortodoxa rusa que representa a la Santísima Virgen María como patrona y protectora de la ciudad de Kazán. Hay varias copias del icono que son igualmente veneradas en la Iglesia católica.
Existen varias copias e iglesias ortodoxas dedicadas a la Virgen de Kazán tanto en Rusia como en el resto del mundo. En Rusia existen dos grandes catedrales dedicadas a su nombre: la Catedral de Kazán de San Petersburgo y la Catedral de Kazán de Moscú. Sus fiestas son 21 de julio y el 4 de noviembre, día que también es el Día de la Unidad Nacional rusa.

## Historia
El icono de Nuestra Señora de Kazan, es la advocación mariana más venerada por los ortodoxos rusos, tiene sus orígenes en el siglo XVI. El icono actual, según estudios recientes, es del siglo XVIII. Está relacionado con muchas maravillas de la nación rusa. Fue sacado de Rusia en la segunda década del siglo XX escapando así de los comunistas quienes convirtieron la catedral de la Madre de Dios en Kazán en el museo del ateísmo.
Después de muchos años perdido, el icono fue a dar a Estados Unidos y fue subastado y comprado por un inglés y a la muerte de este volvió a ser subastado y comprado en 1970 por el Ejército Azul, organización católica mariana dedicada a promover los mensajes y la espiritualidad de la Virgen en Fátima. "En Fátima la Virgen pidió que rezáramos por la conversión de Rusia y prometió que al final su Corazón Inmaculado triunfará". 
El Ejército Azul hizo posible la veneración pública del icono ruso entre los católicos y organizó una gran campaña de oración por todo el mundo siguiendo las peticiones de Fátima.
El icono de la Madre de Dios de Kazán llegó con el Ejército Azul a Fátima y le pusieron una capilla justo detrás del santuario de la Virgen de Fátima con la intención de ser devuelto a Rusia cuando se convirtiera Rusia. 
En 1993, entregaron el icono a Juan Pablo II, conservándose por más de 10 años en los apartamentos papales. El Papa tenía el ardiente deseo de ir a Rusia y entregárselo personalmente al patriarca ortodoxo ruso de Moscú. No pudiendo lograrse su sueño de ir a Rusia, el Papa decidió enviar el icono a "nuestro hermano el patriarca Alejo II y a través de él a la santa Iglesia ortodoxa rusa y a todo el pueblo ruso". El 25 de agosto de 2004, después de un solemne acto de despedida y veneración al que asistieron 7000 peregrinos, Juan Pablo II entregó a una delegación vaticana el icono de la Madre de Dios de Kazán para que lo llevara el 28 de agosto al patriarca ruso.

## El icono original

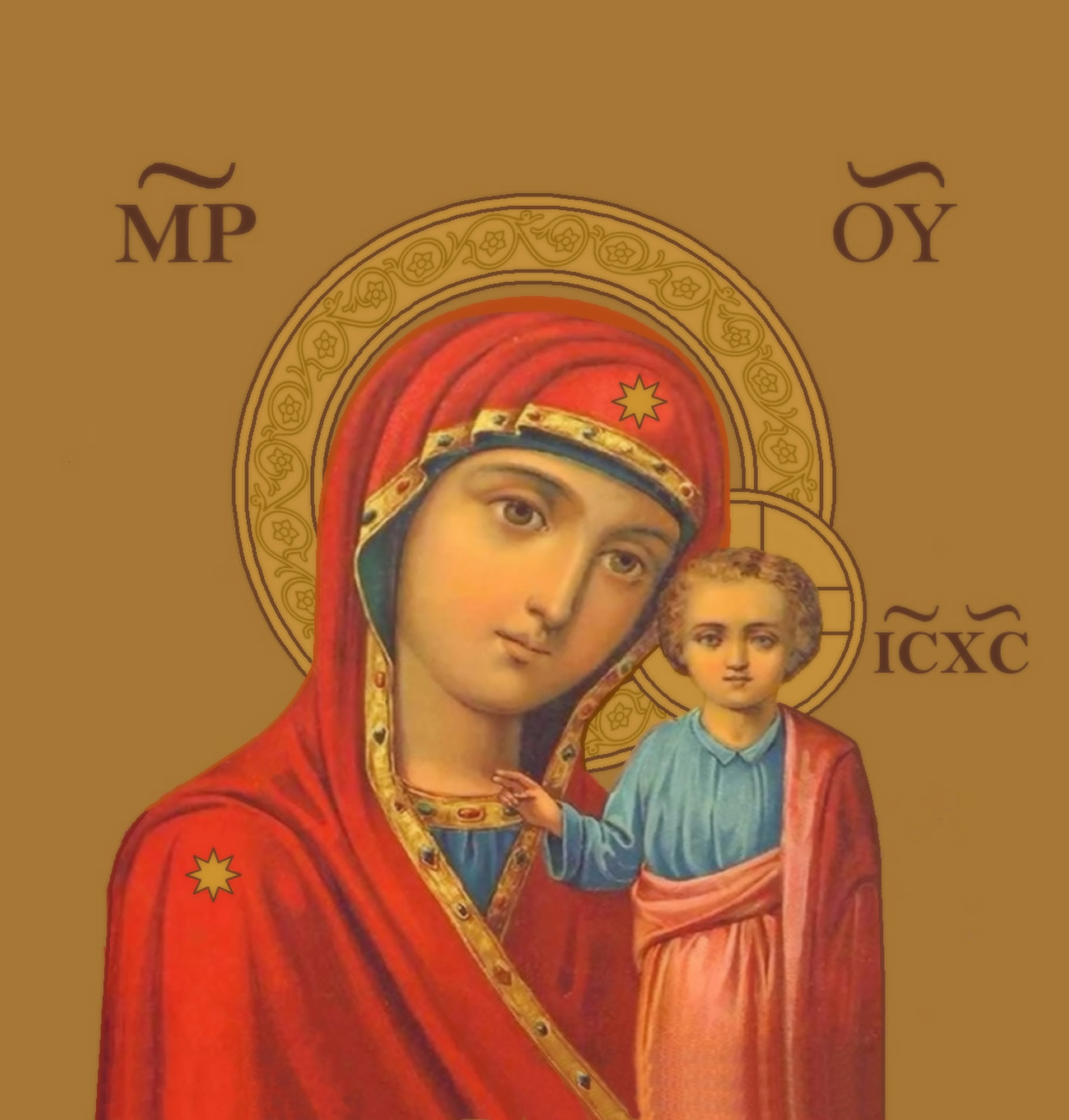
Estampa de la Virgen de Kazan

En la actualidad existen varias teorías sobre la identidad del icono original, puesto que existen indicios de que en la noche del 29 de junio de 1904 el icono fue robado de su iglesia en Kazán, siendo cortado en pedazos y quemado, aunque uno de los ladrones finalmente confesó que el icono se encontraba en un monasterio en los bosques de Siberia.
Después de la Revolución Rusa de 1917, se especuló con que el icono original fuese de hecho el que se conserva en San Petersburgo. Otra teoría refiere que la imagen había sido vendida por los bolcheviques en el extranjero o que la imagen entregada por la Santa Sede es en realidad una copia de la original. La Iglesia ortodoxa rusa interpreta la desaparición del icono como un signo de las tragedias que asolaron a Rusia, después de que la imagen de la Santa Protectora de Rusia se hubiera perdido.

## Características
Pintado sobre madera de tilo mide 31,5 centímetros de alto por 26,1 centímetros de ancho, el icono muestra a la Virgen María de busto vestida con un manto azul con dos estrellas, una en la frente y junto en el hombro derecho, con un vestido rojo lleva al niño Jesús en su lado izquierdo el cual viste una túnica blanca con un manto naranja del cual sólo muestra su brazo derecho el cual está impartiendo la bandicion y ambos llevan nimbos en sus cabezas, la cabeza de la Virgen es redondeada para resaltar su santidad, en las esquinas del icono podemos ver las iniciales MP OY que significan Madre de Dios y junto a la cabeza del niño Jesús ICXC que  significan Jesús Cristo e igual que las iniciales de María están en Griego.
Algunos Iconos y estampas devocionales muestran una ligera variación de colores.